# Иче
Иче (лезг. Ичӏа) — покинутое село в Рутульском районе Дагестана. Входит в Хлютское сельское поселение.

## География
Располагалось на южном склоне Самурского хребта (гора Каях, 2851 м) на реке Лакункам, в 9 км северо-восточнее районного центра села Рутул.

## Население
| 1895 | 1926 | 1939 | 1970 | 1989 | 2002 | 2010 |
| ---- | ---- | ---- | ---- | ---- | ---- | ---- |
| 194  | ↗242 | ↗272 | ↘248 | ↘0   | ↗14  | ↘2   |
| 2021 |      |      |      |      |      |      |
| →2   |      |      |      |      |      |      |

Все жители села переехали на равнину.